# Piestrówka różowawa

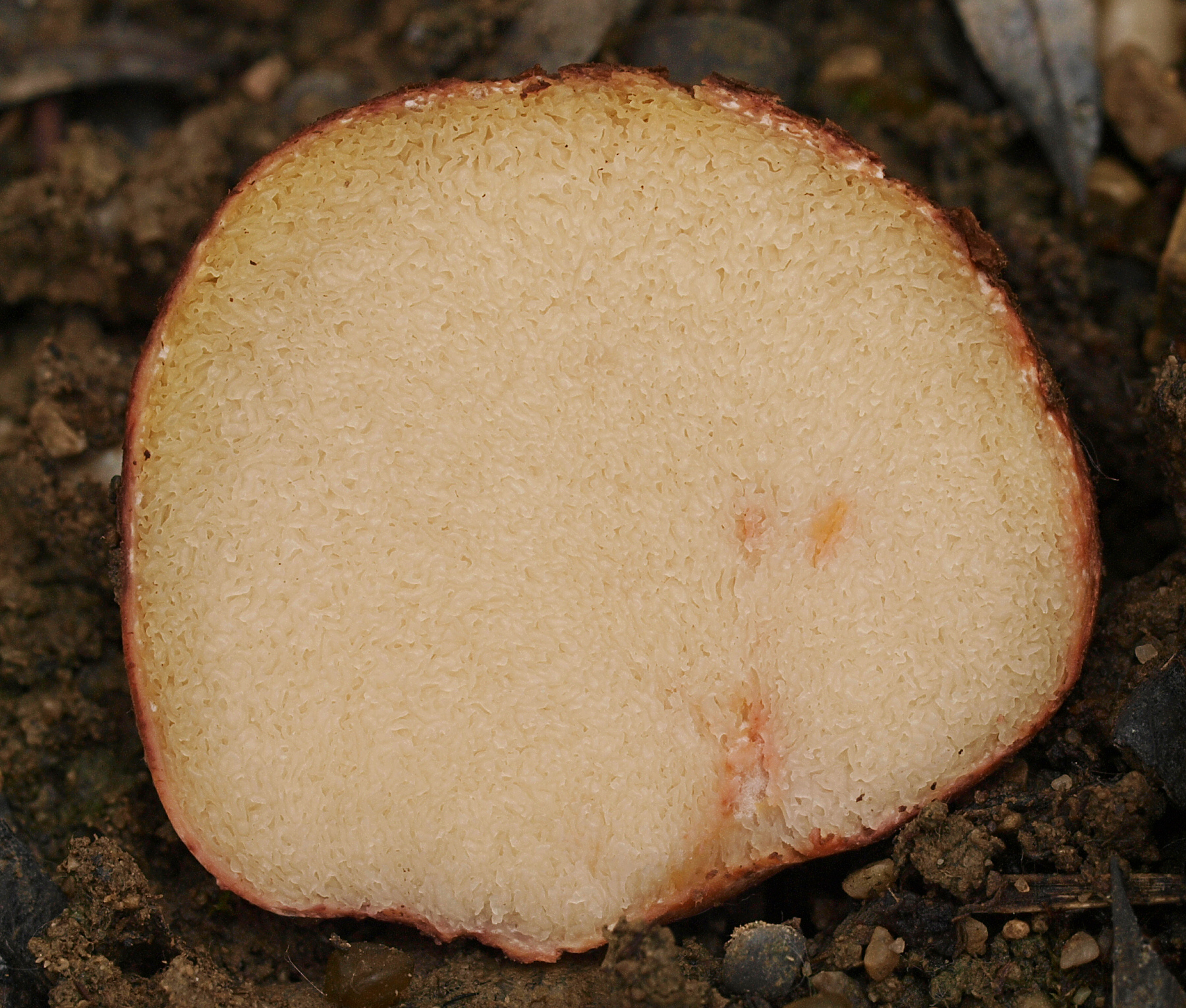
Przekrój owocnika

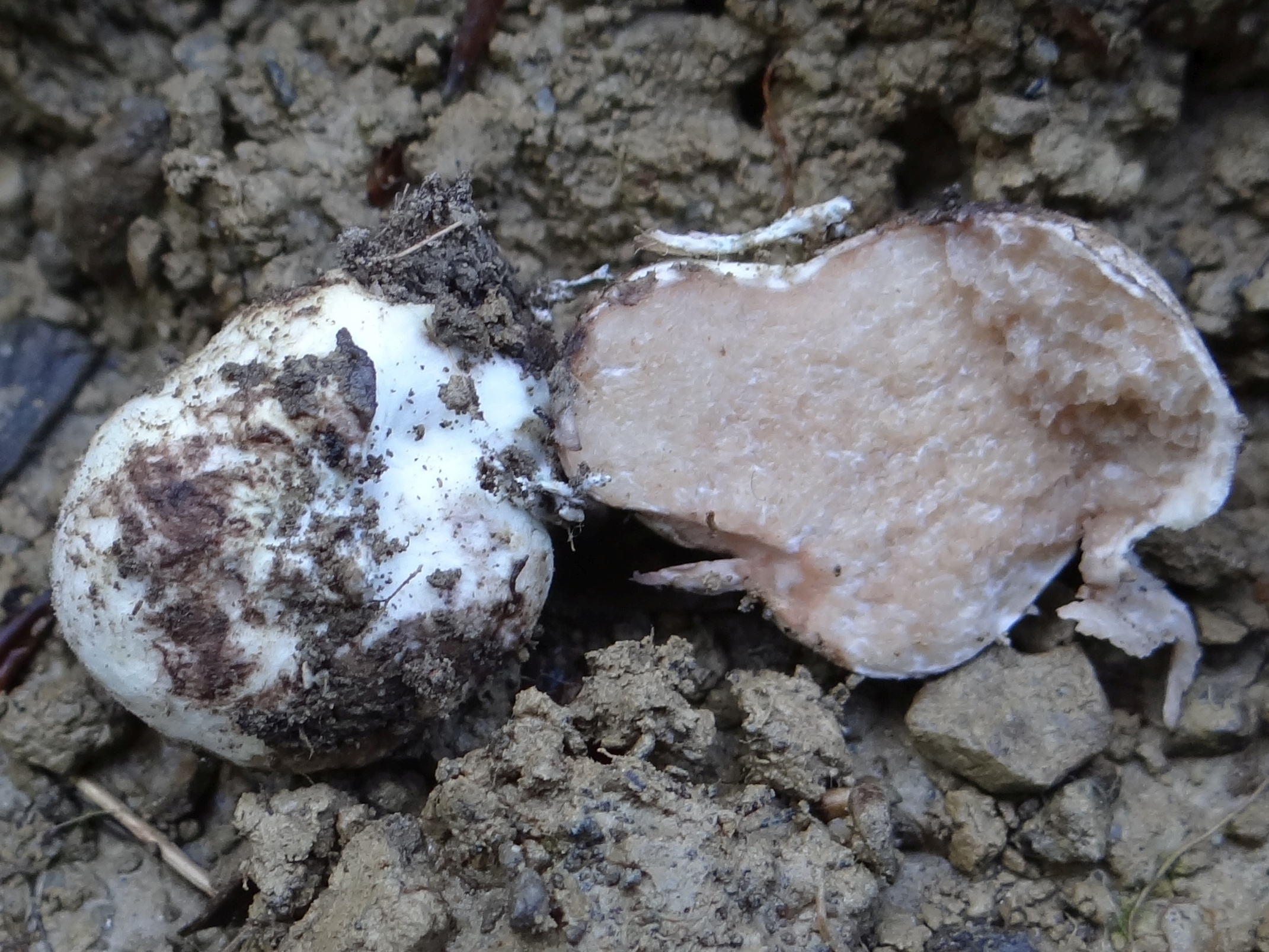

Piestrówka różowawa (Rhizopogon roseolus (Corda) Th. M. Fries) – gatunek grzybów z rodziny piestrówkowatych.

## Systematyka i nazewnictwo
Pozycja w klasyfikacji według Index Fungorum: Rhizopogonaceae, Boletales, Agaricomycetidae, Agaricomycetes, Agaricomycotina, Basidiomycota, Fungi.
Po raz pierwszy takson ten zdiagnozował w roku 1831 August Corda nadając mu nazwę Splanchnomyces roseolus. Obecną, uznaną przez Index Fungorum nazwę nadał mu w roku 1909 Th. M. Fries, przenosząc go do rodzaju Rhizopogon.
Niektóre synonimy:

- Hysterangium rubescens Tul. & C. Tul. 1843
- Hysteromyces vulgaris Vittad. 1844
- Melanogaster berkeleyanus Broome 1845
- Rhizopogon luteorubescens A.H. Sm. 1966
- Rhizopogon provincialis Tul. & C. Tul. 1851
- Rhizopogon rubescens (Tul. & C. Tul.) Tul. & C. Tul. 1845
- Rhizopogon vulgaris (Vittad.) M. Lange 1956
- Splanchnomyces roseolus Corda 1831

Nazwę polską podali Barbara Gumińska i Władysław Wojewoda w 1983, dawniej przez S. Chełchowskiego gatunek ten opisywany był w polskim piśmiennictwie mykologicznym jako piestrówka letnia.

## Morfologia
Owocnik
Bulwiasty lub kulisty, o średnicy do 4 cm. Początkowo jest białawy, później bladożółtawy lub różowawy, z czasem coraz ciemniejszy, na koniec czerwonobrązowy. Powierzchnia marmurkowata, czasami pofałdowana, nieraz włókienkowato opleciona strzępkami. Do podłoża przymocowany jest nitkowatymi strzępkami grzybni.
Wnętrze owocnika
Miąższ gąbczasty, złożony z labiryntowatych komór. Za młodu białawy, później żółtobrązowy do czerwonawobrązowego, na starość brudnooliwkowy i rozpadający się; pod stosunkowo grubą i mocną ścianą podzielone na małe komory. Po uszkodzeniu nabiega czerwono. Jest bez zapachu, lub wydziela nieprzyjemny, słaby zapach podobny do zapachu benzyny.
Zarodniki
Bezbarwne, bladożółtawe, podłużnie eliptyczne. Rozmiar: 8-11 × 2–4,5 μm.

## Występowanie
Występuje w Ameryce Północnej, Europie, Australii oraz Japonii. Rośnie na nagiej ziemi, w lasach sosnowych, a także w żwirku na łąkach nadrzecznych lub na leśnych drogach, przeważnie całkowicie na ziemi, czasami częściowo w ziemi. W Polsce jest dość pospolity. Owocniki wytwarza od lipca do października. Najczęściej występuje pod sosnami i jodłami.

## Znaczenie
Grzyb mykoryzowy, niejadalny.